# Vincenzo Dandolo
Pour les articles homonymes, voir Dandolo.
Vincenzo, comte Dandolo (né à Venise, en 1758 et mort à Varèse le 12 décembre 1819), est un médecin, chimiste, agronome et homme politique italien des XVIIIe et XIXe siècles.

## Biographie
Né à Venise, de bonne famille, il ne descend pas de la famille des célèbres doges vénitiens. Son père, Abraham Uxiel, né israélite, s'était fait baptiser et avait pris le nom de Marco Antonio Dandolo après sa conversion.
Vicenzo, après avoir fait ses études à l'université de Padoue, commença sa carrière comme médecin. Héritant de son père de la passion de la chimie, il se constitue un laboratoire prêt à tester toutes les nouveautés, lieu qui deviendra un lieu d'attraction pour les esprits curieux. Il publie des ouvrages de géométrie, traduit et diffuse en Italie la nouvelle chimie française, créé un dictionnaire de la nouvelle terminologie et rédige des brochures techniques proposant diverses améliorations d'intérêt public, comme celle du système des citernes à eau, vitales pour Venise (1796).
Dandolo avait été admis comme membre correspondant de l'Académie des Sciences de Turin (au titre des sciences physiques, mathématiques et naturelles) le 20 décembre 1795.
Il était un fervent opposant du parti oligarchique dans la révolution qui eut lieu à l'approche de l'armée française du général Bonaparte, et il fut l'un des émissaires chargé de négocier la protection de la France. Lorsque la demande fut refusée, et Venise placée sous l'autorité de l'Autriche, il fut envoyé à Milan, où il fut nommé membre du Grand Conseil (à Milan ou à Venise ? ??).
Ses interventions au sein de la République cisalpine en tant que membre du Corps législatif (1797) sont engagées, enflammées pour la réforme et le progrès. Brillant orateur, il professe la nécessité d'une démocratie moderne et d'une base populaire à l'État ; il est pour la liberté de la presse, un système fiscal égalitaire, la vente des biens ecclésiastiques et un nouveau système d'Instruction publique.
En 1799, l'invasion des Russes et le renversement de la république cisalpine forcent Dandolo à se retirer à Paris, où, dans la même année, il publia son traité Les hommes nouveaux ou solution du problème. Mais peu après, il revint dans les environs de Milan pour se consacrer à l'« agriculture scientifique » (agronomie).
En 1805, Napoléon le fit gouverneur de la Dalmatie, avec le titre de provéditeur général, position dans laquelle Dandolo se distingue par ses efforts pour éliminer la misère et l'oisiveté du peuple, et pour améliorer le pays en drainant les marais pestilentiels et l'introduction de meilleures méthodes de agriculture.
Lorsque, en 1809, la Dalmatie fut ré-annexée par les provinces illyriennes, Dandolo revint à Venise où il fut récompensé, par l'Empereur français, en recevant le titre de comte « du Royaume » et plusieurs autres distinctions, notamment celle de commandeur de l'ordre de la Couronne de fer, chevalier de la Légion d'honneur, membre de l'Institut royal des Sciences, et de plusieurs Académies nationales et étrangères.
Il mourut à Varèse, le 13 décembre 1819.

## Publications
Dandolo a publié en italien plusieurs traités sur l'agriculture, la viticulture et l'élevage des bovins et des ovins ; un travail sur les vers à soie, qui a été traduit en français par Fontanelle ; un ouvrage sur les découvertes en chimie qui ont été faites dans le dernier quart du XVIIIe siècle (publié 1796), et les traductions de plusieurs des meilleurs ouvrages sur la chimie française.
Liste non exhaustive
- (it) Antoine Lavoisier et traduit en italien par Vincenzo Dandolo, Trattato elementare di chimica : presentato in un ordine nuovo dietro le scoperte moderne : e con figure, vol. 3, Ant. Zatta et figli, 1792 (lire en ligne) ;
- (it) Giuseppe Saverio Poli, Antonio Fabris et Vincenzo Dandolo, Elementi di fisica sperimentale, vol. 1, Tipografia Pepoliana, 1796 (lire en ligne) ;
- Vincenzo Dandolo, Les hommes nouveaux ou solution du problème : comment, d'après les principes posés dans la nouvelle régénération politique, peut-on, dans la pratique, opérer, parmi les individus, une régénération morale ? : adressé à tous les peuples, Fayolle, 1800, 302 p. (lire en ligne) ;
- (it) Vincenzo Dandolo, Fondamenti della scienza fisico-chimica : applicati alla formazione dec̀orpi ed ai fenomeni della natura opera, vol. 2, Presso Giustino Pasquali q. Mario, 1802, 6e éd. (lire en ligne) ;
- (it) Vincenzo Dandolo, Del governo delle pecore Spagnuole e Italiane e dei vantaggi che ne derivano : Con tavole in rame, Veladini, 1804, 327 p. (lire en ligne) ;
- (it) Vincenzo Dandolo, Sulla pastorizia, sull' agricoltura e su varj altri oggetti di pubblica economia : discorsi, Pirotta e Maspero, 1806, 331 p. (lire en ligne) ;
- (it) Vincenzo Dandolo, Storia dei bachi da seta governati coi nuovi metodi nel 1816 nel regno Lombardo-Veneto e altrove, con osservazioni del conte Dandolo, 1817, 494 p. (lire en ligne) ;
- (it) Vincenzo Dandolo, Dell'arte di governare i bachi da seta : per trarre costantemente da una data quantità di foglia di gelso la maggior copia di ottimi bozzoli e dell'influenza sua sull'aumento annuo di ricchezza domestica e nazionale, Typografia di Giambattista Sonzogno, 1819, 3e éd., 532 p. (lire en ligne) ;
  - Vincenzo Dandolo et traduit en français par François-Philibert Fontaneilles, L'art d'élever les vers à soie : pour obtenir constamment d'une quantité donnée de feuilles de mûrier la plus grande quantité possible de cocons de première qualité, et de l'influence de cet art sur l'augmentation annuelle des richesses des particuliers et des nations, 1839, 5e éd., 376 p. (lire en ligne) ;

## Armoiries
| Figure | Blasonnement |
|        | Armes de comte du Royaume, Écartelé: au 1, des comtes sénateurs du Royaume ; au 2, d'azur à une brebis passante d'argent ; au 3, d'argent, à une creuset de fondeur de sable posé en fasce ; au 4, de sinople, à deux barres d'argent. |